# Большой Атяж (озеро)
Большой Атяж — пресное бессточное озеро на севере Далматовского района Курганской области России. Озеро находится в 167 км к северо-западу от Кургана и в 30 км к северо-востоку от города Далматово, к востоку от истока реки Атяж.
Водоём имеет овальную форму. Береговая линия слабо изрезана. Зеркало озера расположено на высоте 138,7 метра над уровнем моря. Площадь водной поверхности — 7,6 км². Длина озера составляет около 3,5 км, максимальная ширина в центральной части — 2,5 км. Максимальная глубина составляет 5 метров.
Значительных притоков не имеет. Берега низкие, открытые, покрытые луговой и кустарниковой растительностью. Северный берег заболочен. Дно ровное, песчаное, глубина нарастает плавно. Возле травянистых островков и берегов дно в значительной степени заилено. Деревни Большой Атяж и Малый Атяж расположились, соответственно, на северо-западном и восточном берегах. Острова отсутствуют.
В озере обитает карась, окунь, плотва, лещ, судак, щука.